# Първи закон на термодинамиката
Първият закон на термодинамиката е единият от двата основни закони на термодинамиката и се отнася до съхраняване на енергията. Той твърди, че пълният входящ енергиен поток в една система трябва да е равен на пълния изходящ енергиен поток на системата плюс изменението на вътрешната енергия на системата. Първият закон на термодинамиката изключва възможността за вечен двигател (перпетуум мобиле) от първи род.
ΔЕк + ΔЕп + ΔU = Q – W
където ΔЕк е изменението на кинетичната енергия,
ΔЕп е изменението на потенциалната енергия,
ΔU е изменението на вътрешната енергия,
Q е количество топлинна енергия, която бива отдадена на или от системата.
W е енергията предадена на системата (или отдадена от системата) чрез работа.
При решаване на практически задачи е важно да се реши кога Q е със знак +, когато топлинната енергия влиза в системата или когато излиза от нея. Същото важи за работата W. В литературата могат да се срещнат и двата варианта – системата приема топлина и отдава работа с положителен знак или приема работа и отдава топлина с положителен знак.
Всяко състояние на термодинамичната система се характеризира с нейната потенциалната енергия Еп, кинетична енергия Ек и вътрешна енергия U.

## История
Първият закон на термодинамиката е формулиран от Германския физик Роберт Майер през 1842 г. и независимо от него от английския физик Джулиъс Роберт Майер през 1847 г. и усъвършенстван от физиците Херман фон Хелмхолц и Уилям Томсън (Лорд Келвин) в края на 1850-те години.